# Julien Vrebos
Julien Vrebos (Elsene, 31 mei 1947 – 14 oktober 2022) was een Belgisch filmregisseur en mediafiguur.

## Biografie
Vrebos studeerde voor landmeter en fotograaf. Hij werkte eerst als gemeente-ambtenaar, tussendoor werkte hij als journalist, vooral in de sport. Later werkte hij mee aan televisiereportages voor programma's als Striptease, Terloops, Sanseveria en Het leven zoals het is... voor verschillende zenders.
In 1998 maakte Julien Vrebos zijn debuutfilm Le Bal masqué met als achtergrond de aanslagen van de Bende van Nijvel. In 2003 volgde The Emperor's Wife en in 2004 De Garnalenpelster, naar een boek van Nilgun Yerli.
Julien Vrebos schonk veel aandacht aan sociale thema's in zijn tv-programma's. In 2007 werd van zijn hand "De 8" uitgezonden, een docusoap over acht leerlingen van de Aarschotse vakschool SIBA, die als project een oud rijhuis in Herent opknapten en er een buurthuis van maakten. In 2010 kwam zijn docusoap Kukeleku op één, een persoonlijke kroniek van Wallonië.  Er verscheen ook een boek met dezelfde titel en subtitel 'het Wallonië van zijn mensen' datzelfde jaar met foto's van Sabrina Battaglia.
Met kerstmis 2010 zond Eén het driedelige programma Onder de sterren uit, waarin de leefwereld van de Brusselse daklozen, de vzw Chez Nous en het gelegenheidsrestaurant Zazou getoond werden.
Van 2006-2010 werkte Vrebos mee aan de via internet verspreide politieke satireserie TV Belgiek.
Vrebos overleed vrijdag 14 oktober 2022 en werd 75 jaar oud.

## Trivia
- Julien Vrebos was lid van de Snorrenclub Antwerpen.

## Films
- 1998: Le Bal masqué
- 2003: The Emperor's Wife
- 2004: De Garnalenpelster

## Muziekclips
- The Scabs - Hard Times

- International Standard Name Identifier: 0000 0000 2336 4203
- Library of Congress Control Number: n83327934
- Nederlandse Thesaurus van Auteursnamen: 182867986
- PIC: 317260
- RKD-Nederlands Instituut voor Kunstgeschiedenis: 82005
- Virtual International Authority File: 55537929